# Hendrik III van Leuven
Hendrik III van Leuven, gestorven te Doornik in februari of maart 1095, begraven in de abdij van Nijvel, was graaf van Leuven en Brussel tussen 1078 en 1095. Hij was de zoon van Hendrik II van Leuven, graaf van Brussel en Leuven. Hendrik III werd landgraaf van Brabant omstreeks de jaarwisseling 1085/1086. Zijn moeder was Adela van de Betuwe, dochter van graaf Eberhard van de Betuwe.
Hendrik III is vooral bekend voor zijn donatie aan de abdij van Affligem. In juli 1086, kort voor de eigenlijke inwijding op 24 augustus 1086, schonk hij haar een uitgestrekt allodium van 20 mansi (ongeveer 300 hectare) te Asse.
Na de dood van paltsgraaf Herman II van Lotharingen (Dalhem, 20 september 1085), kreeg hij het landgraafschap Brabant in leen van keizer Hendrik IV. Dit rijksleen was gesitueerd tussen de rivieren de Dender en de Zenne en vormde de institutionele basis voor de oprichting van het hertogdom Brabant in 1183. Als landgraaf werd hij bovendien een rechtstreeks leenman van de Duitse keizer en had de hertog van Neder-Lotharingen geen gezag over zijn Brabants graafschap.

Abt Rodulf van Sint-Truiden schreef in zijn Gesta abbatum Trudonensium:
"Korte tijd later stierven de beide bisschoppen, Herman te Metz [1090], Hendrik te Luik [1091], terwijl de keizer in Lombardije vertoefde. Zo brak een tijd aan waarin elke machtige in onze streek naar believen kon inpalmen wat aan zijn eigendom grensde of tussen zijn percelen lag. Graaf Hendrik van Leuven stond toen aangeschreven als de machtigste in onze streek [met andere woorden: hij werd als de grootste dief beschouwd van eigendommen van de abdij van Sint-Truiden] [...]. Omdat er na de dood van bisschop Hendrik nog geen opvolger was aangesteld, was er niemand die de graaf op geestelijk terrein weerstand zou bieden; evenmin durfde de hertog van Lotharingen met zijn wereldlijke macht hem de voet dwars zetten."
Volgens Herman van Doornik (ca. 1140) genoot graaf Hendrik III grote faam en bekendheid in zijn tijd. Hij verdreef rovers en dieven uit zijn gebied, zodat er in geen enkel graafschap meer vrede en veiligheid heerste dan in het zijne.
In februari of maart 1095 nam hij deel aan een riddertoernooi op uitnodiging van Everard, burchtheer van Doornik. Hij werd dodelijk gewond in een steekspel met ridder Goswin de Forest.
Hij werd als graaf van Leuven en Brussel en als landgraaf van Brabant opgevolgd door zijn broer, Godfried.

## Huwelijk
Hij huwde met Gertrudis van Vlaanderen, dochter van Robrecht de Fries, graaf van Vlaanderen en van Geertruida van Saksen.
In een eigentijdse genealogie worden hem vier (naamloze) dochters toegeschreven. Twee van hen werden historiografisch geïdentificeerd als:
- Adelheid, gehuwd met hertog Simon I van Lotharingen
- Gertrude, mogelijk gehuwd met Lambert, graaf van Montaigu en Clermont.

Zijn weduwe, Gertrude van Vlaanderen, hertrouwde in 1096 met hertog Diederik van Opper-Lotharingen († 1115) en werd moeder van Diederik van de Elzas.

## Voorouders
| Voorouders van Hendrik III van Leuven | Voorouders van Hendrik III van Leuven                                        | Voorouders van Hendrik III van Leuven                                        | Voorouders van Hendrik III van Leuven                                       | Voorouders van Hendrik III van Leuven                                       | Voorouders van Hendrik III van Leuven                                       | Voorouders van Hendrik III van Leuven                                       | Voorouders van Hendrik III van Leuven                                       | Voorouders van Hendrik III van Leuven                                       |
| ------------------------------------- | ---------------------------------------------------------------------------- | ---------------------------------------------------------------------------- | --------------------------------------------------------------------------- | --------------------------------------------------------------------------- | --------------------------------------------------------------------------- | --------------------------------------------------------------------------- | --------------------------------------------------------------------------- | --------------------------------------------------------------------------- |
| Overgrootouders                       | Lambert I van Leuven (950-1015) ∞ Gerberga van Neder-Lotharingen (±980–1018) | Lambert I van Leuven (950-1015) ∞ Gerberga van Neder-Lotharingen (±980–1018) | Gozelo I (±967–1044) ∞ ? (-)                                                | Gozelo I (±967–1044) ∞ ? (-)                                                | Fretherhard van Teisterbant (-) ∞ ? (–)                                     | Fretherhard van Teisterbant (-) ∞ ? (–)                                     | ? (-) ∞ ? (-)                                                               | ? (-) ∞ ? (-)                                                               |
| Grootouders                           | Lambert II Balderik (±993–1054) ∞ Oda van Verdun (990-1060)                  | Lambert II Balderik (±993–1054) ∞ Oda van Verdun (990-1060)                  | Lambert II Balderik (±993–1054) ∞ Oda van Verdun (990-1060)                 | Lambert II Balderik (±993–1054) ∞ Oda van Verdun (990-1060)                 | Everhard van Teisterbant (-) ∞ ? (-)                                        | Everhard van Teisterbant (-) ∞ ? (-)                                        | Everhard van Teisterbant (-) ∞ ? (-)                                        | Everhard van Teisterbant (-) ∞ ? (-)                                        |
| Ouders                                | Hendrik II van Leuven (1140-1190) ∞ Adela van Teisterbant (+/-1040-+/-1086)  | Hendrik II van Leuven (1140-1190) ∞ Adela van Teisterbant (+/-1040-+/-1086)  | Hendrik II van Leuven (1140-1190) ∞ Adela van Teisterbant (+/-1040-+/-1086) | Hendrik II van Leuven (1140-1190) ∞ Adela van Teisterbant (+/-1040-+/-1086) | Hendrik II van Leuven (1140-1190) ∞ Adela van Teisterbant (+/-1040-+/-1086) | Hendrik II van Leuven (1140-1190) ∞ Adela van Teisterbant (+/-1040-+/-1086) | Hendrik II van Leuven (1140-1190) ∞ Adela van Teisterbant (+/-1040-+/-1086) | Hendrik II van Leuven (1140-1190) ∞ Adela van Teisterbant (+/-1040-+/-1086) |
| Hendrik III van Leuven (1063-1095)    |                                                                              |                                                                              |                                                                             |                                                                             |                                                                             |                                                                             |                                                                             |                                                                             |